# Caloptilia scaenica
Caloptilia scaenica är en fjärilsart som beskrevs av Paolo Triberti 1987. Caloptilia scaenica ingår i släktet Caloptilia och familjen styltmalar.
Artens utbredningsområde är Madagaskar. Inga underarter finns listade i Catalogue of Life.